# 타이완 넘버원
타이완 넘버원(영어: Taiwan No. 1)은 미국의 인터넷 방송인 Angrypug가 게임 H1Z1을 중계하는 도중 중국 사용자들에게 "Taiwan Number one" ("대만 1등")이라는 말을 통해 대만을 옹호하는 발언을 하여 분노를 사게한 일의 유래가 된 말을 의미한다. 타이완 넘버원은 반중과 친대만 발언이다.
이어 Angrypug는 중국에서 사회적 또는 정치적으로 금기시 되는 대만의 국기, 대만의 국가까지 동원하기도 했다. 이 사건 이후 멀티플레이 게임에서 중국 사용자를 만난 경우 타이완 넘버원 뒤에 "China No. 999"("중국 999등")을 붙여 중국을 비하하는 말도 같이 사용하기도 한다. 바리에이션으로는 Fuck 마오쩌둥·시진핑 등이 있으며, 이것들을 같이 사용하기도 한다.

## 같이 보기
- 대만 해협
- 타이베이